# Цзинаньский метрополитен
Цзинаньский метрополитен — действующий метрополитен в Цзинане, провинция Шаньдун, Китай. На всех станциях установлены либо автоматические платформенные ворота, либо платформенные раздвижные двери.

## История
Разработка проекта метро начата в начале 2000-х годов, но затем была отложена из-за Мирового экономического кризиса 2008 года. После нескольких лет подготовки, строительство началось на официальной церемонии 29 декабря 2013 года. Линия 1 имеет в общей сложности 11 станций и протяженность в 26,3 километра (16 миль), и обошлась в 12 млрд Ұ. Открыта для движения с 1 апреля 2019 года.
Первый этап строительства был принят Государственным комитетом по развитию и реформам и включает три линии (линии 1, 2, 3) с 47 станциями. Первая фаза имеет общую длину 96,5 километра (60 миль), включая 72,2 километра (45 миль) подземного участка, 23,8 километра (15 миль) надземного участка и 500 метров (1600 футов) переходного участка между линиями. Ориентировочная стоимость метрополитена составляет 48,9 млрд Ұ. Система оплаты основана на существующей технологии смарт-карт.

## Линии

### Линия 1 (фиолетовая )
Движение открыто 1 апреля 2019 года. Линия проходит в направлении с севера на юг от станции Фанте до станции Гуняньюань, имеет длину 26,3 км и 11 станций. Первые 4 станции подземные.

### Линия 3 (синяя )
Движение открыто 28 декабря 2019 года. Линия проходит в направлении с севера на юг от станции Таньтоу до станции Лундун, имеет длину 21,6 км и 13 станций. Одна станция (Пейцзяин) еще не действует.

### Линия 2 (жёлтая )
Строится. Длина составит 36,39 км (из них 34,5 под землёй). Открытие движения планировалось в конце 2020 года.
- Открыта 26 марта 2021 года целиком. 36,4 км.

## Подвижной состав
Линия 1
Четырёхвагонный состав Type B, планируется шестивагонный состав.
Линия 2
Шестивагонный состав Type B.
Линия 3
Шестивагонный состав Type B.

## Галерея

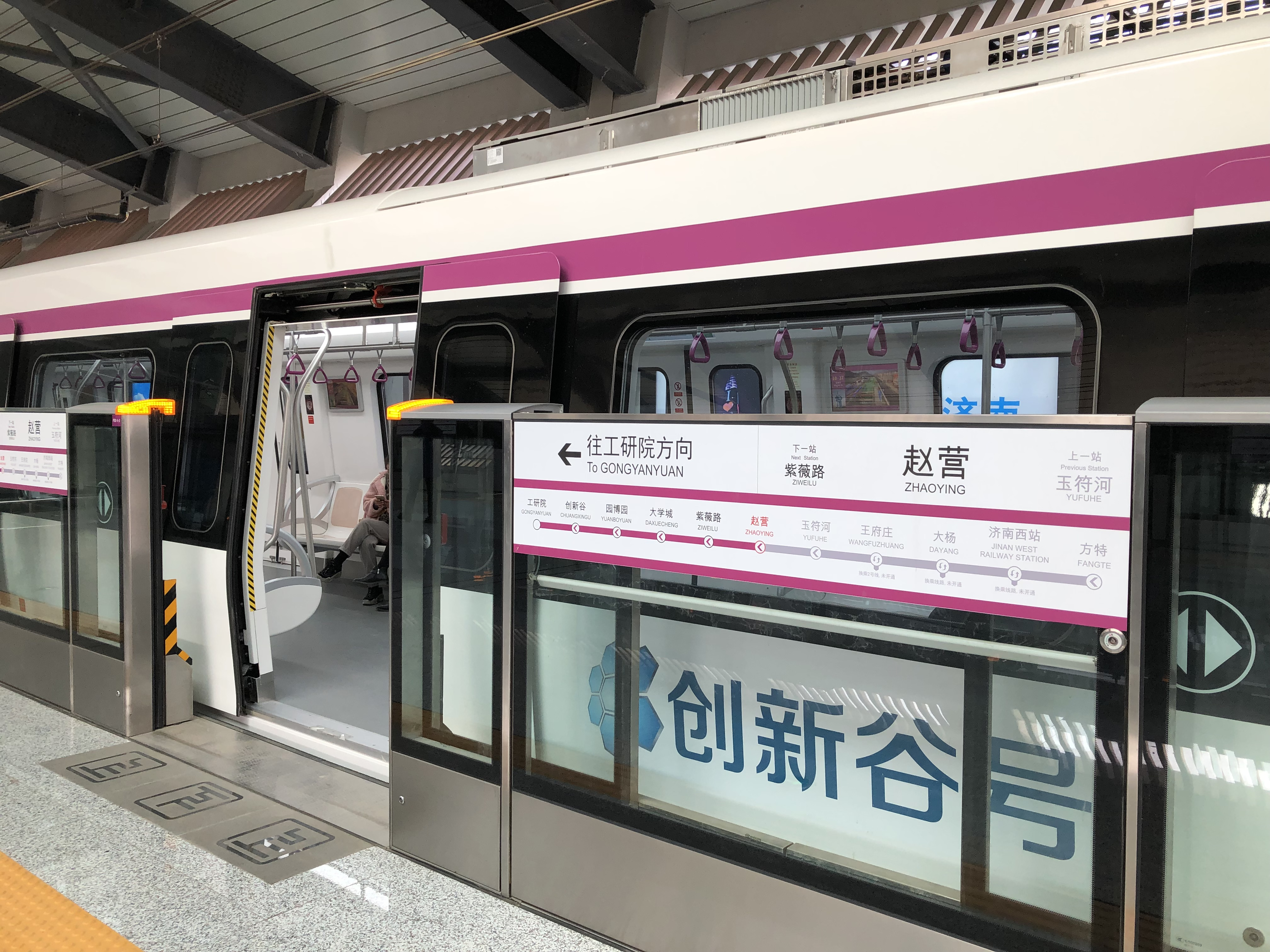
Поезд на станции "Чжаоин" (линия 1)
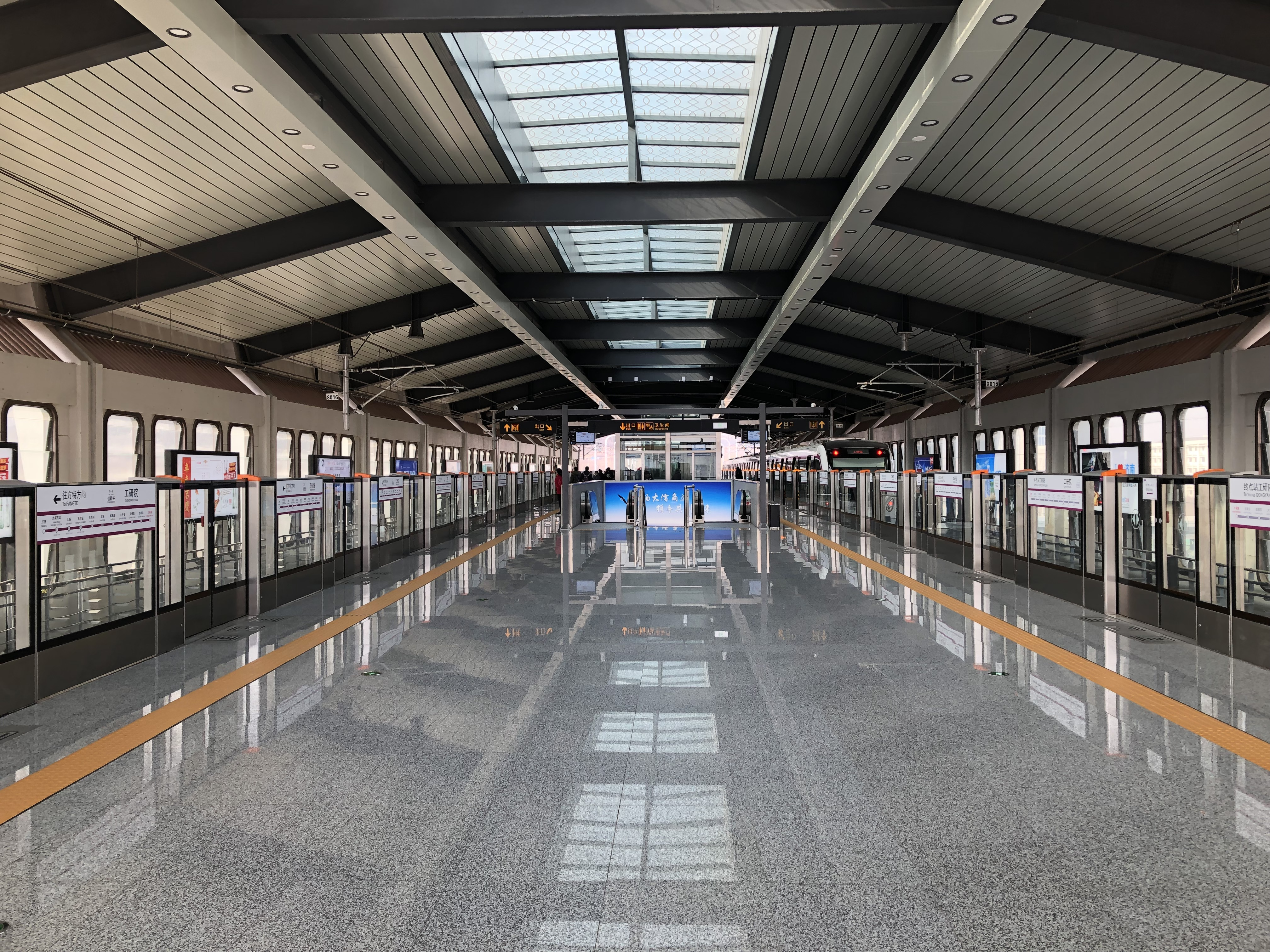
Платформа эстакадной станции "Гуняньюань" (линия 1)
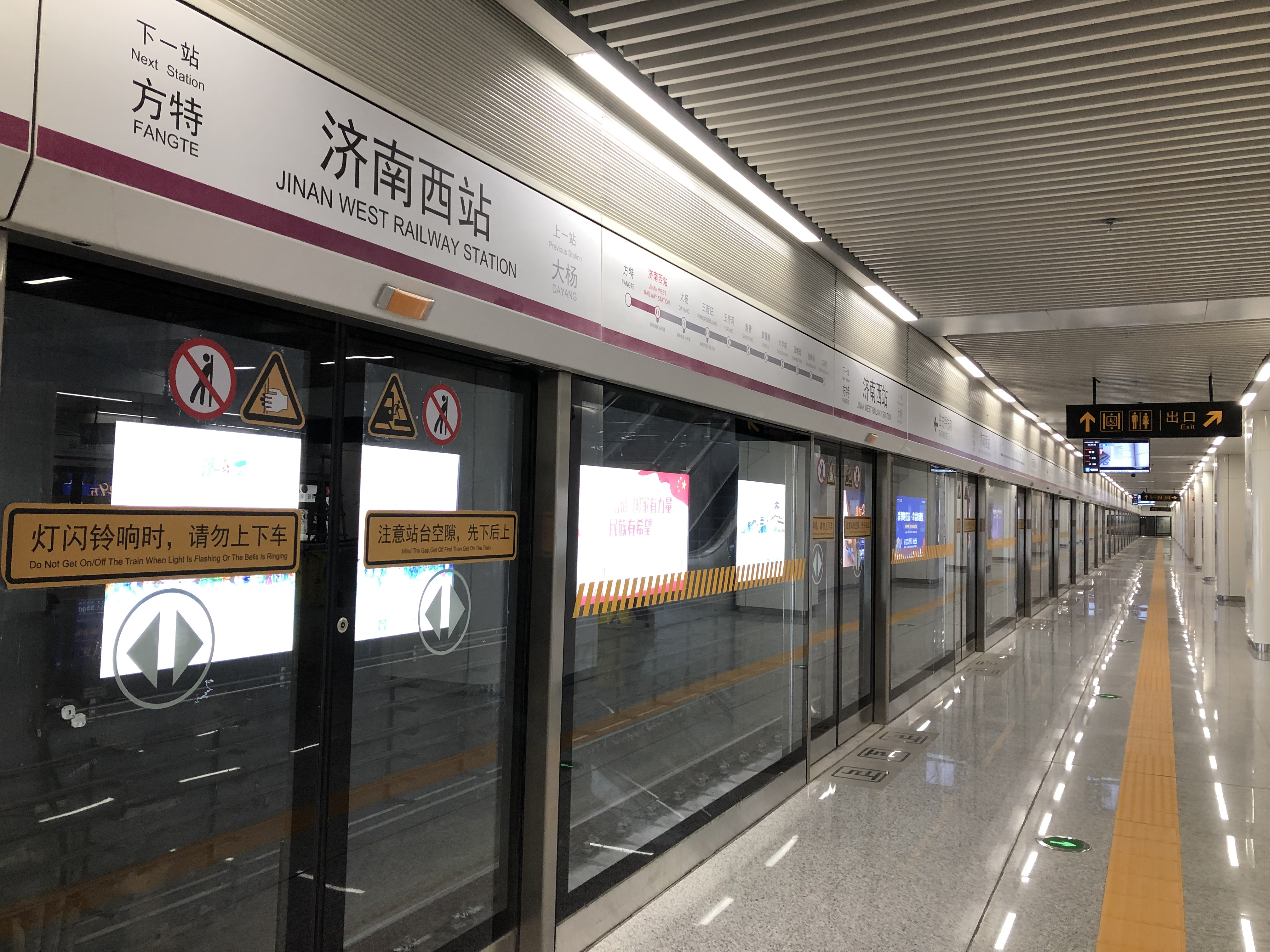
Платформа подземной станции "Западный вокзал" (линия 1)